# 艾伦·科托克
艾伦·科托克（英語：Alan Kotok，1941年11月9日—2006年5月26日），美國電腦科學家，迪吉多員工，万维网联盟（W3C）參與者。史蒂芬·列维在《黑客：计算机革命的英雄》一書中，將科托克與其麻省理工学院（MIT）同學一道稱作最早的真駭客（hacker）。
科托克自幼聰慧，高中跳了兩級。他在MIT時求學時，修讀了學校首門大一生编程课，並參與開發了首批電腦軟件，如一數位音訊程式，以及有最早電子遊戲之稱的《太空戰爭！》。他還和老師约翰·麦卡锡（John McCarthy）及同學組隊，編寫國際象棋程式Kotok-McCarthy，參與了最早的電子西洋棋競賽。
從MIT畢業後，科托克加入電腦生產商迪吉多（DEC），並在此工作三十餘年。他擔任PDP-10系列電腦的首席架構師，還創辦公司的Internet Business Group（互聯網業務部），負責搜尋引擎等網路方面技術。傳主還投身互聯網和萬維網，籌建万维网联盟並曾擔任副主席一職。